# FM-rádióadók Magyarországon
Az FM-nek nevezett tartomány tulajdonsága, hogy a jó minőségben, ám viszonylag kis körzetben lehet vele adást szórni. Az adókörzet kiterjedése számos tényezőtől függ: az adótorony földfelszín feletti magassága, a terepviszonyok, az időjárás és legfőképpen az adóállomás teljesítménye. Ha az adóállomás magasan helyezkedik el és nagy energiával sugároz, akkor a vételkörzet elérheti a 80-90 kilométert is. Ha az adóállomás csak kis energiával sugároz, akkor a vételkörzet kisebb.
Az FM 100,0 frekvenciát többféleképpen is el lehet osztani:
- Két 0,5 kW teljesítménnyel sugárzó adó Békéscsabán és egy Szegeden elvileg sugározhat azonos frekvencián, mivel vételkörzetük az alacsony teljesítmény miatt nem érintkezik.
- A két város között el lehet helyezni egy 2 kW-tal üzemelő adót, ez esetben mindkét nagyváros egy adókörzetbe esik majd.

Rádiók felosztása
- Országos kereskedelmi rádiók: Magyarországon egy országos frekvenciacsomag van az FM tartományban. A frekvenciacsomag adói nagy teljesítményű adók exkluzív frekvenciáit jelentik. Órákon át lehet úgy autózni, hogy nem kell átállítani a rádiót, ami kereskedelmileg kedvező a rádiónak. Az autó RDS segítségével magától is átállhat, ahol a két frekvencia átfedésben van.
- Országos közszolgálati adók: A közszolgálati rádiók is országszerte elérhetőek, ám ezek frekvenciacsomagja jellegében eltér a nagy kereskedelmi rádiókétól. Rengeteg, ám kis teljesítménnyel sugárzó adójuk van. A Kossuth rádió pl. egész Csongrád-Csanád megyében fogható, de más-más frekvencián Szegeden, Hódmezővásárhelyen és Szentesen. Tehát ha valaki járművel elhagyja a várost, akkor azon nyomban elkezd sípolni, recsegni, ha az RDS-AF ki van kapcsolva. Az autó RDS segítségével magától is átállhat, ahol a két frekvencia átfedésben van.
- Hálózatos rádiók: A kereskedelmi adók számára megengedett, hogy több frekvenciát is megvásároljanak és így ún. hálózatos kereskedelmi rádiót építsenek ki. A hálózatos kereskedelmi rádiók akár országossá is nőhetnek, végtelen adótelepről sugározhatják műsorukat. Ezen rádiók célja, hogy olyan helyeken építsék ki hálózatukat, ahol sok ember lakik. A Rádió 1 pl. ilyen rádió. A rádió ilyenkor elsősorban egy budapesti frekvencia megszerzésére törekszik majd, utána pedig a megyeszékhelyek következnek, mivel így lehet elérni a legtöbb embert.
- Regionális rádiók: Egy nagyobb helyi frekvenciát használó rádió. Ennek a típuspéldája a budapesti Inforádió.
- Regionális rádióhálózat: Több kisebb teljesítményű adóval, egy régióban sugárzó adó. Az ilyen adók már csak igen kis teljesítményű adókkal sugároznak.
- Közösségi frekvenciák: A felsorolt "nagy frekvenciák" mellett még rengeteg "törmelékfrekvencia" is marad. Apró, kis vételkörzetre korlátozott sugárzási lehetőségek, mint homokszemek a nagy kavicsok között. A 2000-es években az ORTT talált frekvenciáknak nevezte őket és bonyolultabb eljárás nélkül odaadta azoknak, akik rájuk bukkantak. Így egészen hihetetlen mennyiségű olyan rádió született, amelynek vételkörzete kisebb egy 10 kilométeres átmérőjű körnél. Legtöbbször nem is éri meg kereskedelmi rádiót üzemeltetni rajta, ezért nonprofit, ún. közösségi rádiók kapják meg (lásd még: Szabad Rádiók Magyarországi Szervezete).

Magyarországon a frekvenciaszűkét három tényező okozza:
- Az FM sávot az 1970-es évek végén vették használatba. Mivel a vételkörzetek átnyúlnak a határon, ezért nemzetközi egyeztetésekre került sor. Ezeken az egyeztetéseken Magyarország igen gáláns volt, a szomszédos országok jó helyeket harcoltak ki teljesítményű adótornyaik számára. Így fordulhat elő, hogy már az Alföld északi peremén szlovák kereskedelmi adások hallhatóak. A külföldi adók besugároznak magyar területre is.
- Az államkasszába pénzt fizető kereskedelmi adók kiemelt helyét még önmaga rádiójával szemben is megvédte az állam. A Magyar Rádió adásai kis vételkörzetekben tengődnek és rengeteg frekvenciát foglalnak le a kisebb kereskedelmi rádiók elől. (pl. a Kossuth Győrtől Békéscsabáig ugyanaz, viszont az FM-es Kossuth utazás közben nehezen fogható.)